# گونه‌های طیفی سیارک

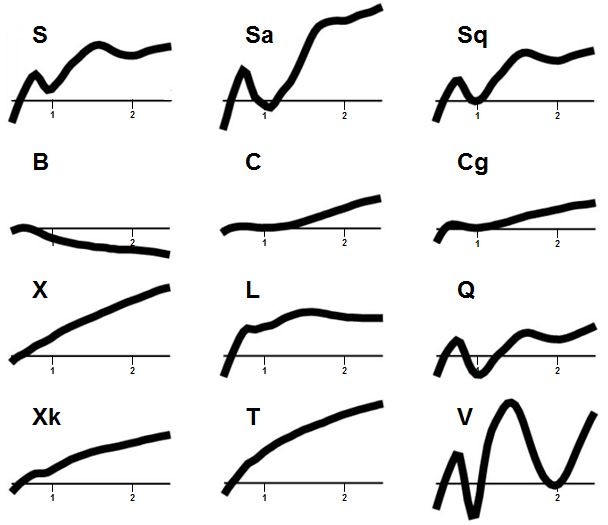
طرح‌وارهٔ نمایه‌های معمولی طیف‌های ۱۲ از ۲۴ کلاس طبقه‌بندی Bus-DeMeo در سال ۲۰۰۹. طیف‌ها در محدودهٔ ۰,۴۵ تا ۲,۴۵ میکرومتر توصیف می‌شوند‌.

گونه‌های طیفی سیارک (به انگلیسی: Asteroid spectral types) گروه‌بندی سیارک‌ها بر اساس شکل طیف گسیلی، رنگ، و گاهی سپیدایی یا بازتاب آن‌هاست. سیارک‌ها به «گونه‌هایی» اختصاص‌داده شده‌اند؛ و این «گونه‌بندی‌ها» در رابطه با ترکیب سطح خارجی و نمای یک سیارک صورت گرفته‌اند. برای اجسام کوچکی که از نظر داخلی تمایز آنها آشکار نیست، می‌توان گفت که سطح و ترکیب داخلی آن‌ها نیز احتمالاً باهم مشابه هستند، در حالی‌که در مورد اجرام بزرگ؛ مانند سیارهٔ کوتولهٔ سرس و سیارک بزرگ ۴ وستا، آن‌ها بر حسب ساختار داخلی‌که دارند، شناخته شده‌اند.

## طبقه‌بندی امروزی
طبقه‌بندی امروزی توسط کلارک آر. چپمن، دیوید موریسون، و بن زلنر، در سال ۱۹۷۵ با سه دستهٔ (سی C)، (اس S)، و (یو U) آغاز شد: C برای اشیاء تیرهٔ کربنی، S برای اشیاء سنگی (سیلیسی)، و U برای آن دسته که برای هیچ‌کدام از دو دستهٔ C یا S متناسب نباشد. از آن زمان تاکنون این طبقه‌بندی گسترش یافته و روشن‌سازی شده‌است.
چند طرحِ طبقه‌بندی دیگر نیز هم‌اکنون وجود دارد، و در حالی که همه برای حفظ قوام و به هم‌پیوستگی متقابلِ طبقه‌بندی‌ها در تلاش‌اند، چندین سیارک هستند که به طبقات مختلفی؛ بسته به الگویِ استفاده‌شده، طبقه‌بندی شده‌اند. این به خاطر استفاده از معیارهای مختلف برای هر روش است. دو طبقه‌بندی که به طور گسترده استفاده می‌شود به شرح زیر است:

### طبقه‌بندی ثولن
از این طبقه‌بندی به طور گسترده بیش از یک دهه استفاده شده‌است. دیوید جی ثولِن، در سال ۱۹۸۴ برای اولین بار این طبقه‌بندی را پیشنهاد کرد. این طبقه‌بندی از طیف باند پهن، (بین ۰٫۳۱ میکرومتر و ۱٫۰۶ میکرومتر)؛ روشی که در نقشه‌برداری (ECAS)، در دههٔ ۱۹۸۰، در ترکیب با اندازه‌گیریِ بازتاب یا سپیدایی، توسعه داده شد.
. فرمول اصلی بر پایهٔ بررسی ۹۷۸ سیارک بوده‌است.
این طرح ۱۴ نوع دارد که بیشتر سیارک‌ها در یکی از سه دستهٔ گسترده قرار می‌گیرند، و بقیه در چندین نوع کوچکتر.
نوعC-گروه اشیاء کربن تاریک.
- - F-نوع (سیارک ۷۰۴)
  - نوع G (1 سرس)
  - نوع C (10 هایجیا) اکثریت باقی مانده از C-نوع سیارک 'استاندارد'.

نوع S (یونومیا ۱۵، ۳ جونو) silicaceous (یا "سنگی") اشیاء.
- - X-گروه نوع M (16 روان) اشیاء فلزی، گروه سوم پرجمعیت‌ترین.
  - E-نوع (سیارک ۴۴، ۵۵ پاندورا) از M-نوع عمدتاً توسط بازتاب بالا متفاوت
  - نوع P (آلتئیا ۲۵۹، ایسمنه ۱۹۰؛ CP: سیارک ۳۲۴ بمبرگا) عمدتاً از نوع M توسط بازتاب کم آن متفاوت است.

و کلاسه‌بندی‌های کوچک‌تر:
- نوع A (اسپورینا)
- نوع D (هکتور ۶۲۴)
- نوع T (سیارک ۹۶)
- نوع Q (آپولون ۱۸۶۲)
- نوع R (سیارک ۳۴۹)
- نوع V (وستا)

سیارک‌ها (و دیگر اجرام آسمانی) گاهی نیز به صورت ترکیبی از بیشتر از یک نوع؛ مانند CG، گروه‌بندی می‌شوند زیرا ویژگی‌های هردو نوع را از خود نشان می‌دهند.